# 康科德 (伊利諾伊州)
康科德（英語：Concord）是位於美國伊利諾伊州摩根縣的一個村落。

## 地理
康科德的座標為39°48′58″N 90°22′12″W / 39.81611°N 90.37000°W，而該地最高點為海拔高度180米（即591英尺）。

## 人口
根據2010年美國人口普查的數據，康科德的面積為0.70平方千米，當中陸地面積為0.70平方千米，而水域面積為0.00平方千米。當地共有人口167人，而人口密度為每平方千米238人。